# Resolución 1450 del Consejo de Seguridad de las Naciones Unidas
La resolución 1450 del Consejo de Seguridad de las Naciones Unidas, aprobada el 13 de diciembre de 2002, después de reafirmar las resoluciones 1189 (1998), 1269 (1999), 1368 (2001) y 1373 (2001), condena el ataque terrorista con bomba en el Paradise Hotel en Kikambala, Kenia, y el intento de ataque con misiles contra el vuelo 582 de Arkia Israeli Airlines que había partido de Mombasa, Kenia, el 28 de noviembre de 2002, así como otros actos terroristas perpetrados recientemente en diversos países, y consideró que tales actos, como todo acto de terrorismo internacional, constituyen una amenaza a la paz y la seguridad internacionales.
El Consejo de Seguridad recordó las obligaciones asumidas por los Estados partes en el Convenio Internacional para la represión de atentados terroristas cometidos con bombas y el Convenio para la represión de actos ilícitos contra la seguridad de la aviación civil. Deploró la responsabilidad asumida por parte de Al-Qaeda de los actos terroristas perpetrados en Kenia el 28 de noviembre de 2002, reafirmó las obligaciones que incumben a todos los Estados en virtud de la resolución 1390 (2002), y reafirmó la necesidad de combatir por todos los medios las amenazas a la paz y la seguridad internacionales creadas por actos terroristas, 
La resolución expresó su más profundo pesar al pueblo y al gobierno de Kenia y al pueblo y al gobierno de Israel, así como a las víctimas del ataque terrorista y sus familias, y les hizo llegar sus sinceras condolencias, e instó a todos los Estados a que, de conformidad con las obligaciones que le incumben en virtud de la resolución 1373, cooperasen activamente en la labor encaminada a hallar y someter a la acción de la justicia a los autores, organizadores y patrocinadores de para localizar y hacer comparecer ante la justicia a quienes hayan perpetrado, organizado y patrocinado los ataques terroristas.
La resolución fue aprobada con 14 votos a favor y un voto en contra de Siria. Explicando su voto, el representante sirio declaró que el país condenadaba los ataques terroristas pero se oponía al repetido uso de Israel en el texto y lenguaje que derivaba del propósito principal de la resolución. Adicionalmente, Siria estableció que Israel cometía "atrocidades terroristas" diariamente contra el pueblo palestino. La aprobación de la resolución también marcó la primera vez que pérdidas israelíes eran mencionadas o condenadas en una resolución; el Consejo de Seguridad no había mencionado las pérdidas israelíes en el atentado a la AMIA de 1994 en Argentina.